# جرالدین دویل
جرالدین دویل (انگلیسی: Geraldine Hoff Doyle) کارگری از اهالی لنسینگ به عنوان مدل زندگی-واقعی شناخته شد برای شخصیت اصلی پوستر ما می‌توانیم انجامش دهیم!، که نماد فرهنگی ایالات متحده آمریکا یعنی رزی پرچ‌کن است